# صيدناني بالمر
صيدناني بالمر (الاسم العلمي: Tamias palmeri) (بالإنجليزية: Palmer's Chipmunk)‏ هو نوع من الحيوانات يتبع جنس الصيدناني من الفصيلة السنجابية.